# Елтук
Елтук (? — 1180) — половецкий хан, сын хана Атрака, внук хана Шарукана и брат хана Кончака.

## Биография
Был сыном хана Атрака. Предположительно кочевал за границами Рязанского княжества и был главой своей половецкой орды.. В 1146 году к нему бежал князь Ростислав Ярославич, спасаясь от сыновей Юрия Владимировича Ростислава и Андрея, которые осадили Рязань.
В 1180 году был вместе с братом Кончаком был союзником Игоря Святославича в войне против Святослава Всеволодовича. Русское войско под руководством Мстислава Владимировича в битве у Долобского озера нанесло поражение войскам Игоря Святославича и союзных половцев. Игорь и Кончак спаслись с поля битвы, а в битве погибли ханы Елтук и Козёл Сотанович. В плен попали два сына Кончака и четыре хана Тотоур, Бякуб, Кунчуюк и Чугай.